# (14964) Robertobacci
(14964) Robertobacci (1996 VS) – planetoida z pasa głównego asteroid okrążająca Słońce w ciągu 5,75 lat w średniej odległości 3,21 j.a. Odkryta 2 listopada 1996 roku.